# Spring Creek, Nevada
Spring Creek är en ort i Elko County, Nevada, USA.